# Choi Yong-woo
Choi Yong-woo (kor. 최용우; * 14. Oktober 1988 in Siheung), ehemals Choi Su-bin (kor. 최수빈), ist ein südkoreanischer Fußballspieler.

## Karriere
Choi Yong-woo erlernte das Fußballspielen in den Schulmannschaften der Jeongwang Middle School, der Anyang Technical High School und der Paju High School sowie in der Universitätsmannschaft der Inje University. Seinen ersten Profivertrag unterschrieb er am 1. Januar 2011 bei Incheon United. Das Fußballfranchise aus Incheon spielte in der ersten südkoreanischen Liga, der K League. Nach sechs Monaten wechselte er nach Thailand. Hier unterschrieb er einen Vertrag beim Saraburi FC. Mit dem Verein aus Saraburi spielte er in der ersten thailändischen Liga. Im Januar 2012 kehrte er nach Südkorea zurück. Hier war er bis Ende Mai 2012 vertrags- und vereinslos. Am 1. Juni 2012 unterschrieb er einen Vertrag beim japanischen Zweitligisten Matsumoto Yamaga FC. Für den Verein aus Matsumoto absolvierte er acht Zweitligaspiele. 2013 nahm ihn der in der Korea National League spielende FC Mokpo aus Mokpo für drei Jahre unter Vertrag. Von 2016 bis 2018 spielte er für den Gyeongju KHNP FC, den FC Pocheon und den Gyeongju Citizen FC. Im April 2019 unterschrieb er einen Vertrag beim Erstligisten Pohang Steelers in Pohang. Die zweite Jahreshälfte wurde er an seinen vorherigen Verein Gyeongju Citizen FC ausgeliehen. Anfang Januar 2020 verpflichtete ihn der in der dritten Liga spielende Busan Transportation Corporation FC. Mit 15 Toren wurde er 2020 Torschützenkönig der dritten Liga.

## Auszeichnungen
K3 League (2020)
- Torschützenkönig: 2020